# العلاقات الألمانية الهايتية
العلاقات الألمانية الهايتية هي العلاقات الثنائية التي تجمع بين ألمانيا وهايتي.

## مقارنة بين البلدين
هذه مقارنة عامة ومرجعية للدولتين:
| وجه المقارنة                                              | ألمانيا                                                                              | هايتي                                |
| --------------------------------------------------------- | ------------------------------------------------------------------------------------ | ------------------------------------ |
| المساحة (كم2)                                             | 357.41 ألف                                                                           | 27.75 ألف                            |
| عدد السكان (نسمة)                                         | 81.29 مليون                                                                          | 10.98 مليون                          |
| الكثافة السكانية (ن./كم²)                                 | 227.44                                                                               | 395.68                               |
| العاصمة                                                   | بون، برلين                                                                           | بورت أو برانس                        |
| اللغة الرسمية                                             | اللغة الألمانية                                                                      | لغة فرنسية، اللغة الكريولية الهايتية |
| العملة                                                    | يورو، مارك ألماني                                                                    | جوردة هايتية                         |
| الناتج المحلي الإجمالي (بليون دولار)                      | 3.68 تريليون                                                                         | 8.41 مليار                           |
| الناتج المحلي الإجمالي (تعادل القوة الشرائية) بليون دولار | 3.92 تريليون                                                                         | 18.82 مليار                          |
| الناتج المحلي الإجمالي الاسمي للفرد دولار أمريكي          | 41.31 ألف                                                                            | 818                                  |
| الناتج المحلي الإجمالي للفرد دولار أمريكي                 | 46.40 ألف                                                                            | 1.73 ألف                             |
| مؤشر التنمية البشرية                                      | 0.926                                                                                | 0.483                                |
| رمز المكالمات الدولي                                      | +49                                                                                  | +509                                 |
| رمز الإنترنت                                              | .de                                                                                  | .ht                                  |
| المنطقة الزمنية                                           | توقيت وسط أوروبا، ت ع م+01:00، ت ع م+02:00، توقيت أوروبا الوسطى المعياري (ت غ م +1) ‏ | 00                                   |

## مدن متوأمة
في ما يلي قائمة باتفاقيات التوأمة بين مدن ألمانية وهايتية:
- ترتبط إركرات مع بورت دي بيه باتفاقية توأمة.

## منظمات دولية مشتركة
يشترك البلدان في عضوية مجموعة من المنظمات الدولية، منها:
| علم المنظمة | اسم المنظمة                               | تاريخ انضمام ألمانيا | تاريخ انضمام هايتي |
| ----------- | ----------------------------------------- | -------------------- | ------------------ |
|             | مؤسسة التمويل الدولية                     | 20 يوليو 1956        | 20 يوليو 1956      |
|             | بنك التنمية الكاريبي ‏                     | ?                    | ?                  |
|             | يونسكو                                    | 11 يوليو 1951        | 18 نوفمبر 1946     |
|             | منظمة حظر الأسلحة الكيميائية              | 29 أبريل 1997        | ?                  |
|             | الاتحاد الدولي للاتصالات                  | 1866                 | 10 أكتوبر 1927     |
|             | الأمم المتحدة                             | 18 سبتمبر 1973       | 24 أكتوبر 1945     |
|             | منظمة الشرطة الجنائية الدولية             | ?                    | ?                  |
|             | البنك الدولي للإنشاء والتعمير             | 14 أغسطس 1952        | 8 سبتمبر 1953      |
|             | الاتحاد البريدي العالمي                   | 1 يوليو 1875         | ?                  |
|             | مؤسسة التنمية الدولية                     | 24 سبتمبر 1960       | 13 يونيو 1961      |
|             | منظمة التجارة العالمية                    | ?                    | ?                  |
|             | المركز الدولي لتسوية المنازعات الاستشارية | 18 مايو 1969         | 26 نوفمبر 2009     |
|             | وكالة ضمان الاستثمار متعدد الأطراف        | 12 أبريل 1988        | 11 ديسمبر 1996     |

## وصلات خارجية
- موقع وزارة الخارجية الألمانية
- موقع وزارة الخارجية الهايتية